# Der Bergdoktor (1992)
Der Bergdoktor ist eine deutsch-österreichische Fernsehserie, die nach Motivvorlagen einer erfolgreichen Romanreihe mit demselben Titel aus dem Bastei-Verlag in den 1990er-Jahren entstand.
Die Serie lief bei ihrer Erstausstrahlung sehr erfolgreich im Hauptabendprogramm von Sat.1 und wurde zu einer der erfolgreichsten Serien des Privatsenders. Viele der Darsteller waren fernseherprobte Volksschauspieler und schafften danach den Durchbruch in anderen Fernsehgenres. Schauplatz der Serie ist der fiktive Ort Sonnenstein in Tirol; der reale Drehort ist Wildermieming.
Seit 2008 läuft im ZDF ein gleichnamiges Remake der Serie.

## Handlung
Die Handlung spinnt sich um die Person des Münchner Arztes Dr. Thomas Burgner, der sich zu Beginn der Serie in Sonnenstein in der reizvollen Tiroler Bergwelt niederlässt. Er versucht zunächst, den Groll seines Schwiegervaters, des Tierarztes Pankraz Obermayr, zu überwinden, der ihm eine Mitschuld am Unfalltod seiner Tochter gibt. Franzi, Pankraz’ Haushälterin, versucht zwischen den beiden zu vermitteln, auch Maximilian, Rufname „Maxl“, der kleine Sohn von Thomas Burgner, wirkt beschwichtigend auf seinen Großvater ein, der sich darauf versteift hat, an einer lebensbedrohenden Krankheit zu leiden, und davon überzeugt ist, nicht mehr lange zu leben zu haben.
Die höllischen Schmerzen Pankraz’ erweisen sich jedoch als entzündeter Blinddarm, den Thomas in einer Notoperation im Haller Krankenhaus in letzter Minute entfernt. Trotzdem bleibt der Griesgram Pankraz zunächst unversöhnlich. Erst als es dem Grafen Brauneck, der mit seiner Frau Alexandra in einem romantischen Schloss wohnt, gelingt, Pankraz das verwaiste Doktorhaus abzuluchsen und Thomas als Wohnhaus zur Verfügung zu stellen, findet sich Pankraz mit den Verhältnissen ab und macht seinen Frieden mit den Burgners. Thomas muss erkennen, dass ein Großteil des Widerstandes seines Schwiegervaters auf der Tatsache beruht, dass Pankraz ganz nebenbei auch als „Menschendoktor“ praktizierte und um seine Autorität bei den Dörflern fürchtete.
Allmählich werden Pankraz und Thomas gute Freunde. Franzi wird Maxl zur zweiten Großmutter und kümmert sich rührend um die Burgners. Im Haller Krankenhaus lernt Thomas die selbstbewusste italienische Ärztin Sabina Spreti kennen, die schon bald im Doktorhaus einzieht. Die beiden heiraten und bekommen Nachwuchs. Franzi und Pankraz, der an alten Werten festhält und immer noch mit dem Pferdegespann unterwegs ist, verwöhnen die kleine Julia über alle Maßen. Die junge Sprechstundenhilfe Traudl steht zu den Burgners in einem familiären Verhältnis; erst als Karlheinz Böhm in Sonnenstein auftaucht, entschließt sie sich, als Entwicklungshelferin nach Afrika zu gehen.
Ihre Nachfolgerin wird die junge, sympathische Christl Wild, die in der Arztpraxis für Ordnung sorgt. Ebenso wie ihre Vorgängerin leidet sie unter den Einbildungen von Herrn Konrad, eines notorischen Hypochonders, der trotz ständiger Präsenz im Doktorhaus von Thomas mit viel Wohlwollen behandelt wird. Franzi ist indes eifersüchtig auf die elegante Rica Althäuser, eine ältere Dame, die Pankraz immer wieder zu kulturellen Aktivitäten bewegen will.
Bürgermeister in Sonnenstein ist der Hotelier und Gastwirt Alois Angerer, ein mürrischer und zwielichtiger Geschäftemacher, der dank seiner gutherzigen und umgänglichen Frau Elfriede immer wieder zum Einlenken gebracht wird. Eine gewisse Seelenverwandtschaft verbindet Angerer mit dem wohlhabenden Bauern Xaver Zirngiebel, der seinerseits oft mit verdeckten Karten spielt und voller Vorurteilen steckt. Gleichwohl hat er einen guten Kern, was er nicht nur beweist, indem er den Vater seines unehelichen Enkelkindes nach langem Hin und Her in sein Herz schließt. Seine Ehefrau, Waltraud Zirngiebel, steht ihm stets treu zur Seite. Dann gibt es noch den Bauern Zimmerer, der meist finstere Absichten hegt und seine Ziele nicht selten mit unlauteren Mitteln verfolgt.
Kunstschreiner und Bergführer Luis, ein Verwandter von Franzi, gesellt sich oft zur fröhlichen Runde im Gasthof Angerer. Dessen Sohn Michi ist ein guter Freund von Maxl und wie sein Vater oft im Doktorhaus zu Gast. Dorfpfarrer Hauberer, ein gütiger und verständnisvoller Mann, der stets die schwarze Soutane trägt, verkörpert die traditionelle Vorstellung vom „guten Hirten“. Wo immer es Streit gibt, greift er versöhnend und beschwichtigend ein. Er kümmert sich neben dem Bergdoktor um die Sorgen und Nöte der Dorfbevölkerung und genießt größten Respekt.
Franzi betreibt neben der Hausarbeit auch noch die Poststelle von Sonnenstein, eine Aufgabe, in der sie ganz aufgeht. Unter der Hand verkauft sie dort auch ihre berühmten Salben und Tees, die sie aus Heilkräutern selbst zubereitet. Direkt nebenan befindet sich die Gemischtwarenhandlung der geschwätzigen Krämerin Anna Pölz. Wann immer sich die Zeit ergibt, taucht sie in der Poststelle auf, um mit Franzi den neuesten Klatsch zu besprechen. Gilch, ein übereifriger Gendarm, ist mit leichtfertigen Verdächtigungen schnell zur Stelle, hat aber keinen Blick für die wirklichen Täter.
Markus Graf von Brauneck, Thomas’ bester Freund, betreibt eine Traditionsbrauerei und liefert sein süffiges Brauneck-Bier an viele Händler und Wirte im weiteren Umland. Sein Verwalter Rufus Staudinger, ein schmieriger und zweifelhafter Geselle, zweigt immer wieder Geldbeträge, die dem Fürsten zustehen, für seine eigenen Bedürfnisse ab und macht sich gern ans weibliche Hauspersonal heran. Alexandra Gräfin von Brauneck und Sabina werden schnell zu Freundinnen und verbringen ihre Nachmittage oft gemeinsam.
Die Geschichten drehen sich um menschliche Schicksale, Krankheiten, Neid und Missgunst, Verrat, Leidenschaft, alte Feindschaften oder Missverständnisse. Auch Verbrecher verschlägt es ab und an nach Sonnenstein. Trotzdem kommt es fast immer zum Happy End, wobei die beruhigende und warmherzige Ausstrahlung des Bergdoktors, die liebevoll-fürsorgende aber trotzdem bestimmte Art Franzis, der brummige und bodenständige Charakter Pankraz’ und die teils liebenswürdigen, teils herben Marotten der Dorfbewohner den Grundton angeben.
Nachdem Dr. Burgner und Sabina bei einem Lawinenabgang den Tod gefunden haben, übernimmt ab Episode 61 (Folge 65) Justus Hallstein den Part des Bergdoktors. Er wurde bereits zuvor als Urlaubsvertretung von Dr. Burgner in die Serie eingeführt. Mit seiner ruhigen, nachdenklichen Art gewinnt er schon bald das Vertrauen der Dorfbewohner und zieht mit seiner Lebensgefährtin, der Lehrerin Lisa Brunner ins Doktorhaus ein. Ein alter Freund von Justus, der Koch und Gastronom Paul Reuther, übernimmt kurz darauf den leerstehenden Gasthof Angerer und eröffnet darin ein Restaurant. Er verliebt sich in Christl, in der Folge kommt es beinahe zu einer Tragödie.

## Produktion

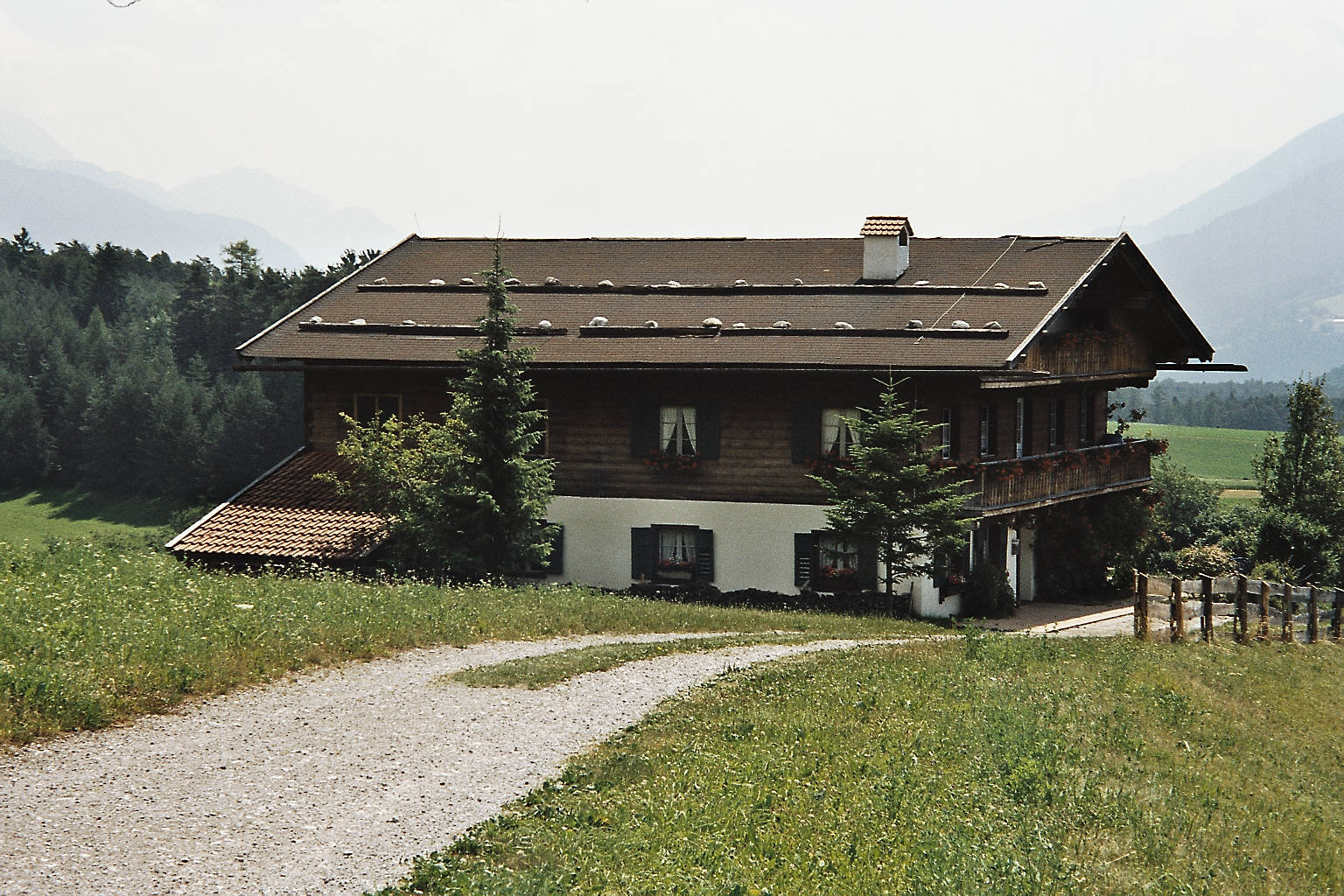
Das fiktive „Bergdoktorhaus“ in Wildermieming

Gedreht wurde vor allem rund um den Ort Wildermieming, der etwa 40 km westlich von Innsbruck auf dem wiesenreichen Mieminger Plateau liegt (Sonnenplateau). Als Drehorte dienten ferner Innsbruck und Hall in Tirol. Die Serie entstand unter der Regie von Wolf Dietrich, Klaus Gendries, Thomas Jacob, Ulrich König, Peter Vogel und Celino Bleiweiß, der sich bereits mit vielen Unterhaltungsserien einen Namen gemacht hat.
Die ersten vier Staffeln wurden mit Gerhart Lippert in der Rolle des Bergdoktors Dr. Thomas Burgner gedreht. Lippert wollte jedoch nach 60 Folgen an anderen Projekten arbeiten und verließ die Serie auf eigenen Wunsch. Sein Nachfolger wurde Harald Krassnitzer in der Rolle des Dr. Justus Hallstein. 
Obwohl die Serie auch nach dem Wechsel des Hauptdarstellers weiter erfolgreich lief, wurde sie im Jahre 1998 eingestellt, weil das Alter des Zielpublikums nach Angaben von Sat.1 über dem Senderschnitt lag. Weil Der Bergdoktor die letzte große Familienserie war, die Sat.1 produzierte, setzten die meisten Darsteller ihre Karriere beim öffentlich-rechtlichen Rundfunk fort.
Produziert wurde die Serie Der Bergdoktor von der Neuen deutschen Filmgesellschaft (ndF) im Auftrag des Privatsenders Sat.1. Der ORF war an der Produktion unmittelbar beteiligt und wiederholte sämtliche Folgen mehrmals. Auch die zum italienischen Mediaset-Konzern gehörende Filmgesellschaft RETEITALIA war direkter Produktionspartner (italienischer Serientitel: Un dottore tra le nuvole), daher auch die prominente Besetzung mit der beliebten italienischen Schauspielerin Anita Zagaria.
Die ZDF-Version (seit 2008) mit Hauptdarsteller Hans Sigl als Dr. Martin Gruber spielt am Fuße des Wilden Kaisers rund um Ellmau und Going kurz vor Kitzbühel.

## Ausstrahlung
Die Erstausstrahlung der Serie erfolgte mit dem Pilotfilm Auferstehung am 26. Oktober 1992 auf Sat.1, die erste Staffel wurde jeweils am Montagabend um 20:15 Uhr bis zum 25. Januar 1993 gesendet. Auf dem gleichen Sendeplatz war ein Jahr später die zweite Staffel der Serie zu sehen. Anfang des Jahres 1995 wurde die dritte, Anfang 1996 die vierte Staffel ausgestrahlt. Die ersten vier Staffeln mit Gerhart Lippert sendete Sat.1 mit enormem Erfolg, mehr als zehn Millionen Zuschauer verfolgten die Erlebnisse des Bergdoktors Woche für Woche.
Sein Nachfolger Harald Krassnitzer, der ab der Anfang 1997 ausgestrahlten fünften Staffel in der Hauptrolle zu sehen war, konnte das hohe Quoten-Niveau halten. Da Sat.1 jedoch die Neuausrichtung des Senders auf eine stark verjüngte Zielgruppe plante und das Alter der Serienzuschauer über dem Senderschnitt lag, wurde die Ausstrahlung der Serie Anfang des Jahres 1998 eingestellt. 
Die letzte Episode des Bergdoktors lief am 27. April 1998. Die letzten acht Folgen der sechsten Staffel waren bereits produziert, wurden von Sat.1 jedoch nicht mehr ausgestrahlt. Auf ORF 2 waren sie allerdings vom 11. August bis zum 15. September 1999 zu sehen.
Im Jahre 1999 erwarb das ZDF die Senderechte der Serie für Deutschland und wiederholte sie von Januar bis Juni 2000 im wochentäglichen Vormittagsprogramm. Damit war Der Bergdoktor im deutschen Fernsehen die erste Serie eines deutschen Privatsenders, die von einem öffentlich-rechtlichen Sender ausgestrahlt wurde. Die acht letzten Folgen der sechsten Staffel waren wie bei der Erstausstrahlung auf Sat.1 auch bei der Wiederholung im ZDF nicht zu sehen. Erst Jahre später wurden diese Folgen in Deutschland erstmals gesendet, ab November 2005 zeigte Sat.1 diese im samstäglichen Morgenprogramm.
Im Jahre 2016 erwarb der rbb die Senderechte der Serie für Deutschland und wiederholt sie seit Juli 2016 wöchentlich am Wochenende im Programm. Seit Herbst 2024 sendete der Sender DMF die Serie.

## Gastdarsteller
- Mareike Baldauf
- Monika Baumgartner
- Wolfram Berger
- Ina Bleiweiß
- Karlheinz Böhm
- Kristina Böhm
- Toni Böhm
- Franziska Bronnen
- Franz Buchrieser
- Hemma Clementi
- Ernst Cohen
- Bruno Dallansky
- Michael Deffert
- Luise Deschauer
- Günther Don
- Veronika Faber
- Lea Fassbender
- Viktoria Fast
- Thomas Flach
- Albert Fortell
- Thomas Fritsch
- Maria Furtwängler
- Conny Glogger
- Oliver Grober
- Willy Harlander
- Fabian Harloff
- Bernd Helfrich
- Burkhard Heyl
- Johanna C. Hohloch
- Iris Junik
- Jenny Jürgens
- Katja Keller
- Siegfried W. Kernen
- Max Kidd
- Daniela König
- Hansi Kraus
- Till Kretzschmar
- Silvan-Pierre Leirich
- Kathi Leitner
- Günter Mack
- Christoph Mainusch
- Fabian Marx
- Christopher Mayer
- Belinda Mayne
- Angelika Milster
- Sandra Nedeleff
- Ilse Neubauer
- Andreas Nickl
- Christine Obermayer
- Michele Oliveri
- Monika Peitsch
- Hanno Pöschl
- Nini von Quast
- Siegfried Rauch
- Stefan Reck
- Nadja Rieger
- Melanie Rühmann
- Reiner Schöne
- Dietmar Schönherr
- Katharina Schubert
- Hans Sigl
- Erni Singerl
- Kristina Söderbaum
- Volker Spahr
- Livia Steenken
- Franziska Stömmer
- Karin Thaler
- Karina Thayenthal
- Gisela Trowe
- Frithjof Vierock
- Karl-Heinz Vosgerau
- Andreas Voss
- Cuco Wallraff
- Irina Wanka
- Barbara Weinzierl
- Peter Weiss

## DVD
Von der Firma Fernsehjuwelen wurden alle sechs Staffeln der Serie auf DVD veröffentlicht.